# Hovea trisperma
Espèce
Classification phylogénétique
Statut de conservation UICN

 NT  : Quasi menacé
Hovea trisperma est une espèce de plantes à fleurs de la famille des Fabaceae. C'est un buisson originaire d'Australie.
La plante vivace mesure entre 10 et 70 cm de haut et a des feuilles vertes en forme d'aiguilles. Les fleurs bleues ou violettes (exceptionnellement blanches) apparaissent entre mai et novembre.